# Флуороводородна киселина
Флуороводородната киселина (HF) е разтвор на флуороводород във вода. Тя е предшественик на почти всички съединения на флуора, включително лекарствени продукти като флуоксетин, различни материали като тефлон или чист флуор. Разтворът е безцветен и силно корозивен, способен да разгражда много вещества, особено оксиди. Способността му да разгражда стъкло е известна още от 17 век, дори преди Карл Вилхелм Шееле да започне да я приготвя в големи количества през 1771 г. Поради силното си взаимодействие със стъклото и умереното си взаимодействие с много метали, флуороводородната киселина обикновено се съхранява в пластмасови съдове.
Газовете на флуороводородната киселина са силно отровни и могат моментално да нанесат трайни поражения върху белите дробове и роговицата на очите. Водният ѝ разтвор е контактна отрова, имаща потенциала да причини дълбоки, първоначално безболезнени изгаряния и поражения по тъканите. Концентрираната киселина може да доведе до спиране на сърцето.

## Киселинност
За разлика от други киселини, като например солната киселина, флуороводородната киселина е слаба киселина. Това отчасти се дължи на здравината на връзката между водорода и флуора, но и на други фактори, като например склонността на HF, H2O и F- аниони да се струпват. При високи концентрации, HF образува полиатомни йони (например бифлуорид, HF−
2) и протони, като така драстично се покачва киселинността ѝ. И макар флуороводородната киселина да се счита за слаба киселина, тя е много корозивна и разгражда дори стъкло.
Киселинността на разтворите на HF варира според концентрацията. По-разводнените разтвори са слабо киселинни, с константа на киселинна дисоциация Ka = 6,6×10-4 (или pKa = 3,18), за разлика от съответните разтвори на други водородни халиди, които са силни киселини (pKa< 0). Концентрираните разтвори на HF са много по-киселинни. Ефективното pH на 100% HF е между -10,2 и 11, като за сравнение сярната киселина има ефективно pH от -12.
В термодинамично отношение, разтворите на HF са далеч от идеални, тъй като активността на HF нараства много бързо с нарастване на концентрацията. В концентриран разтвор, допълнителните молекули HF карат йонната двойка да се разкъса и да образува нова водородна връзка (бифлуорид).
[H3O+⋅F−] + HF ⇌ H3O+ + HF−
2
Именно увеличаването на свободните H3O+ след тази реакция води до бързото покачване на киселинността, докато флуоридните йони се стабилизират чрез здрави водородни връзки в HF, за да образуват HF−
2.

## Получаване
Флуороводородната киселина се получава обикновено чрез третиране на минерала флуорит (CaF2) с концентрирана сярна киселина. Когато се смесят при 265 °C, тези две вещества реагират и образуват флуороводород и калциев сулфат чрез следната химична реакция:
CaF2 + H2SO4 → 2 HF + CaSO4
Въпреки че насипният флуорит е подходяща суровина и голям източник на HF в световен мащаб, HF се произвежда също и като вторичен продукт от производството на фосфорна киселина, която се получава от апатити. Залежите на апатити по често съдържат и малко количество флуороапатити, киселинното смилане на които освобождава газов поток от серен диоксид, вода и флуороводород. След отделяне от твърдите частици, газовете се обработват със сярна киселина и олеум, за да се получи безводен флуороводород.

## Приложение
Флуороводородната киселина има широко приложение в промишлеността и науката. Използва се в химическата, рудодобивната, нефтопреработвателната и стъкларската промишленост, както и за производство на силициеви чипове и за почистване.
Поради способността на киселината да разяжда повечето оксиди и силикати, тя е полезна при разтварянето на скални образци, преди да бъдат анализирани. По подобен начин, тя се използва и за извличане на органични вкаменелости от силикатни скали.

## Безопасност
Флуороводородната киселина е силно корозивна и е мощна контактна отрова. Поради способността ѝ да прониква в тъканите, киселината може да предизвика отравяне чрез допир, вдишване или поглъщане. Симптомите от отравянето може да не се проявяват веднага. Въпреки че има неприятна миризма, HF може да достигне опасни нива, без да е налична осезаема миризма. HF възпрепятства нервната функция, което означава, че изгарянията, причинени от нея, първоначално могат да не са съпътствани с болка. Излагането на киселината може да остане незабелязано, което забавя лечението и изостря пораженията. Симптомите включват дразнене на очите, кожата, носа и гърлото, изгаряния по кожата, ринит, бронхит, белодробен оток и поражения по костите.
Изгарянията по-големи от 160 cm2 могат да доведат до сериозно отравяне, тъй като HF взаимодейства с калция в кръвта и тъканите. Поради тази причина, веднъж абсорбиран в кръвта, той може да доведе до спиране на сърцето.